# Pays Pyrénées-Méditerranée
 (août 2025).
Motif : Aucune source secondaire, notoriété locale
- Archive Wikiwix
- Bing
- Cairn
- DuckDuckGo
- E. Universalis
- Gallica
- Google
- G. Books
- G. News
- G. Scholar
- Persée
- Qwant
- (zh) Baidu
- (ru) Yandex
- (wd) trouver des œuvres sur Wikidata

| 1. | Préciser le motif de la pose du bandeau. | Précisez le motif de la pose du bandeau en utilisant la syntaxe suivante : {{admissibilité à vérifier\|date=août 2025\|motif=remplacez ce texte par le motif}}                                  |
| 2. | Informer les utilisateurs concernés.     | Pensez à avertir le créateur de l'article, par exemple, en insérant le code ci-dessous sur sa page de discussion : {{subst:avertissement admissibilité à vérifier\|Pays Pyrénées-Méditerranée}} |

Le Pays Pyrénées-Méditerranée est un territoire organisé de 58 communes des Pyrénées-Orientales.

## Le Pays

### Territoire
Le Pays Pyrénées-Méditerranée est composé de 4 communautés de communes :
- la Communauté de communes des Albères, de la Côte Vermeille et de l'Illibéris ;
- la Communauté de communes des Aspres ;
- la Communauté de communes du Vallespir ;
- la Communauté de communes du Haut Vallespir.

### Gouvernance
Dès le début de la démarche « Pays », les acteurs souhaitaient mettre en place une organisation juridique « légère » permettant au Pays de jouer son rôle de coordination, de réflexion et d’animation et laissant la responsabilité aux porteurs de projets et aux communautés de communes de mettre en œuvre les projets. Ce type d’organisation a pour objectif d’éviter « l’empilement » de structures sur un même territoire et facilite les démarches pour les porteurs de projets. D’où, le choix d’une même structure pour le portage juridique du Pays et le Conseil de Développement.

## Projets

### Ressources naturelles

#### Eau
Le volet « eau » du Pays Pyrénées-Méditerranée repose sur des démarches contractuelles ou organisées extrêmement structurantes, initiées dès 1994, au sein du Syndicat Intercommunal de Gestion et d'Aménagement du Tech. Ce syndicat regroupe 36 communes du Pays Pyrénées-Méditerranée dans une logique de bassin versant, autour de projets retranscrits dans le Contrat de Rivière, le Plan de Lutte contre les Inondations (PAPI Tech),  le Schéma d’Aménagement et de Gestion de l’Eau (SAGE Tech-Albères), le Site Natura 2000 des rives du Tech… La valeur ajoutée de l’inscription de ces démarches au sein du Pays Pyrénées-Méditerranée repose essentiellement sur la transversalité des réflexions qu’elle suppose, l’enrichissement des partenariats et le rayonnement territorial.

#### Forêt
Le territoire du Pays Pyrénées-Méditerranée possède un patrimoine naturel remarquable. La forêt, particulièrement identitaire sur les massifs des Albères, Aspres et du Vallespir y est présente à 70 %. Aujourd’hui, elle est au centre des préoccupations avec trois fonctions principales : économique, sociale et environnementale.
Dans les Albères et les Aspres, les essences naturelles dominantes sont le chêne vert, le chêne-liège (industries locales du bouchon), le micocoulier (les fouets de Sorède) et le Fagus sylvatica. Les forêts du Vallespir résultent plus de l'action humaine et sont constituées de plantations de châtaigniers et des reboisements résineux réalisés dans le cadre de la restauration des terrains en montagne. Ces ressources présentent aujourd'hui un volume quantitatif et qualitatif important mais leur valorisation reste difficile en raison des handicaps naturels de la vallée (relief, accès aux massifs…).
Soucieux de cette problématique, le Pays Pyrénées-Méditerranée s’appuie sur deux chartes forestières de territoire pour faire de la forêt de ces trois massifs un véritable atout pour l’aménagement du territoire.

#### Gestion des espaces
Le volet « gestion des espaces » du Pays est celui qui doit permettre la mise en place d’« opérations concertées d’aménagement et de gestion de l’espace rural » (OCAGER) nécessaires au maintien des paysages et à la maîtrise du foncier dans le cadre notamment de la reconquête des friches (arrachage des vignes…) et de la pression urbanistique excessive sur certains secteurs de piémont. L’identification des périmètres tend à favoriser l’espace des intercommunalités des Aspres, et des Albères/Côte Vermeille. Une phase de sensibilisation doit être renouvelée auprès des maîtres d’ouvrages potentiels avant que ne soit engagée la réflexion collective.

### Charte paysagère
La charte paysagère est une démarche volontaire qui permet aux acteurs de mieux connaître leur paysage, de faire des choix quant à son devenir et de définir les moyens de la mise en œuvre de ces choix. C'est un outil national d'aide à la décision pour les élus. Signée entre les acteurs de l'aménagement du territoire intercommunal, elle a une valeur formelle et morale.

### Promotion culturelle
En 2021 Pays Pyrénées-Méditerranée se dote d'une plateforme numérique, « Mire Tournages », destinée aux professionnels de l'audiovisuel afin de les inciter et de les accompagner dans leurs démarches pour tourner des films sur le territoire.